# Führungsstab Nordküste
Der Führungsstab Nordküste war ein militärischer Stab der Wehrmacht zum Ende des Zweiten Weltkriegs. Neben diesem existierte auch noch ein Führungsstab Ostseeküste.

## Geschichte des Führungsstabes
Am 18. September 1944 befahl das Oberkommando der Wehrmacht (OKW) die Einrichtung des Führungsstabes Nordküste, mit dem Ziel, die Schwierigkeiten beim Aufbau der Küstenverteidigung zu überwinden und die Abwehr feindlicher Landeunternehmen aus einer Hand zu koordinieren. Der Zuständigkeitsbereich erstreckte sich über die gesamte deutsche Küste sowie einen gewissen Anteil des anschließenden Hinterlandes.
Die Befehlsregelung sah den Oberbefehlshaber des Ersatzheeres und Reichsführer SS Heinrich Himmler vor, welcher in Personalunion Befehlshaber des Führungsstab Nordküste war. Die taktische Unterstellung erfolgte unter den Wehrmachtführungsstab im OKW, wobei die sonstigen Angelegenheiten dem Oberbefehlshaber des Ersatzheeres zugeteilt wurden. Bis Anfang April 1945 war der Reichsverteidigungskommissar Karl Kaufmann für den Führungsstab Verbindungsmann zu den zivilen Dienststellen.
Mitte November 1944 befahl der Führungsstab Nordküste die Durchführung von Zerstörungsmaßnahmen auf den Inseln. U. a. sollten Flugplätze beschädigt werden, um die Landung feindlicher Flugzeuge zu verhindern.
Im Januar 1945 kam es zwischen dem Verbindungsmann Kaufmann, dem Chef des Stabes, Generalmajor Joachim von Stolzmann und dem SS-Gruppenführer und Generalleutnant der Waffen-SS und der Polizei Georg-Henning Graf von Bassewitz-Behr zu einer Unterredung, um die Möglichkeiten einer Teilkapitulation in Norddeutschland gegenüber den Westalliierten zu besprechen und auf diese Weise die Kriegführung an die Ostfront verlagern zu können.
An der Spitze stand anfangs Himmler, der zu dieser Zeit aber in zahlreichen militärischen Unternehmungen eingebunden war und die Führung nicht wirklich ausführen konnte. So plante die  Wehrmachtsführung spätestens ab Februar 1945, die Führung einem ehemaligen Armeeoberbefehlshaber anzuvertrauen. Im März 1945 übernahm daher der ehemalige Oberbefehlshaber der Heeresgruppe Mitte, Generalfeldmarschall Ernst Busch, die Führung des Stabes.
Mitte März 1945 schlug der Führungsstab Nordküste dem OKW vor, die Inseln Sylt, Helgoland, Wangerooge, Norderney und Borkum und auf Landseite Brunsbüttel, Cuxhaven, Wesermünde, Wilhelmshaven und Emden mit Delfzijl zu Festungen zu erklären, wobei gleichzeitig Festungskommandanten vorgeschlagen wurden. Zudem sollte Hamburg zum Verteidigungsbereich werden und dem Führungsstab Nordküste unterstellt werden.
Im darauffolgenden Monat wurde aufgrund einer Führerbefehls der Führungsstab Nordküste angehalten den Bereich der Weser mit allen Mitteln zu verteidigen und hierfür auch die Küstenverteidigung westlich der Wesermündung zu schwächen. Der Führungsstab Nordküste wurde der Heeresgruppe H unterstellt. Die Bereichstrennung zwischen den beiden war bereits von Kloppenburg nach Verden verschoben worden. Graf von Bassewitz-Behr wurde in diesem Monat mit Himmlers Einwilligung durch Busch zum General der Wehrmachtordnungstruppen und kam in den Stab des Führungsstabes Nordküste. Im Mai 1945 wurde Graf von Bassewitz-Behr durch Busch aus dem Stab entlassen, ließ das KZ Neuengamme und dessen Außenlager räumen und wurde im September 1945 von britischen Streitkräften festgenommen.
Der Führungsstab existierte bis Kriegsende.

## Befehlshaber des Führungsstabes
- Reichsführer SS Heinrich Himmler: von der Einrichtung bis Ende März 1945
- Generalfeldmarschall Ernst Busch: von Ende März 1945 bis Anfang April 1945
- unbekannt

## Chef des Stabes
- Generalleutnant/General der Infanterie Siegfried Rasp: von der Einrichtung bis Dezember 1944
- Generalmajor Joachim von Stolzmann: von Dezember 1944 bis Kriegsende

## Bekannte Personen (Auswahl)
- Kapitän zur See Hans Marks: über das gesamte Bestehen Ia Marine